# 越南旅遊業

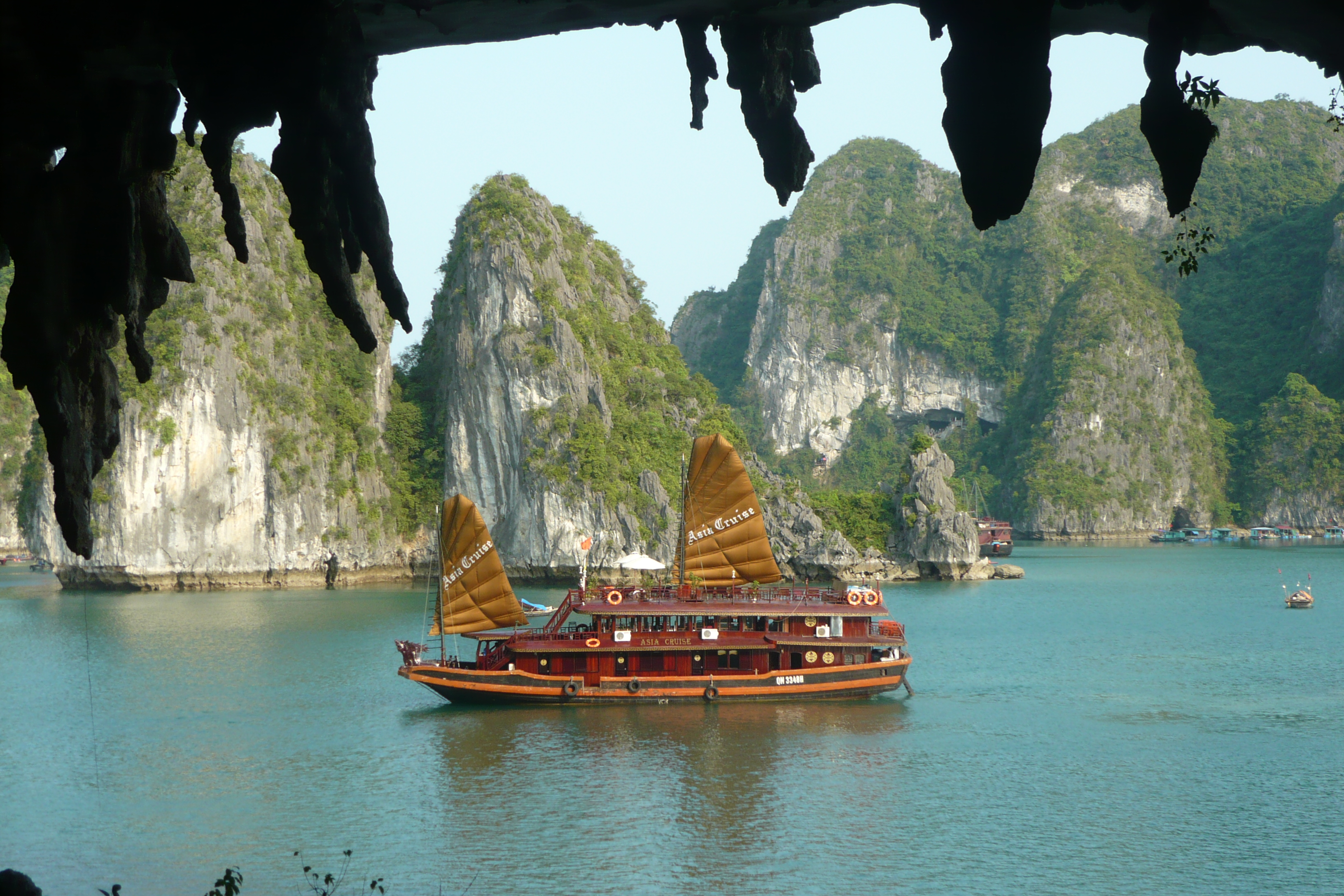
下龍灣

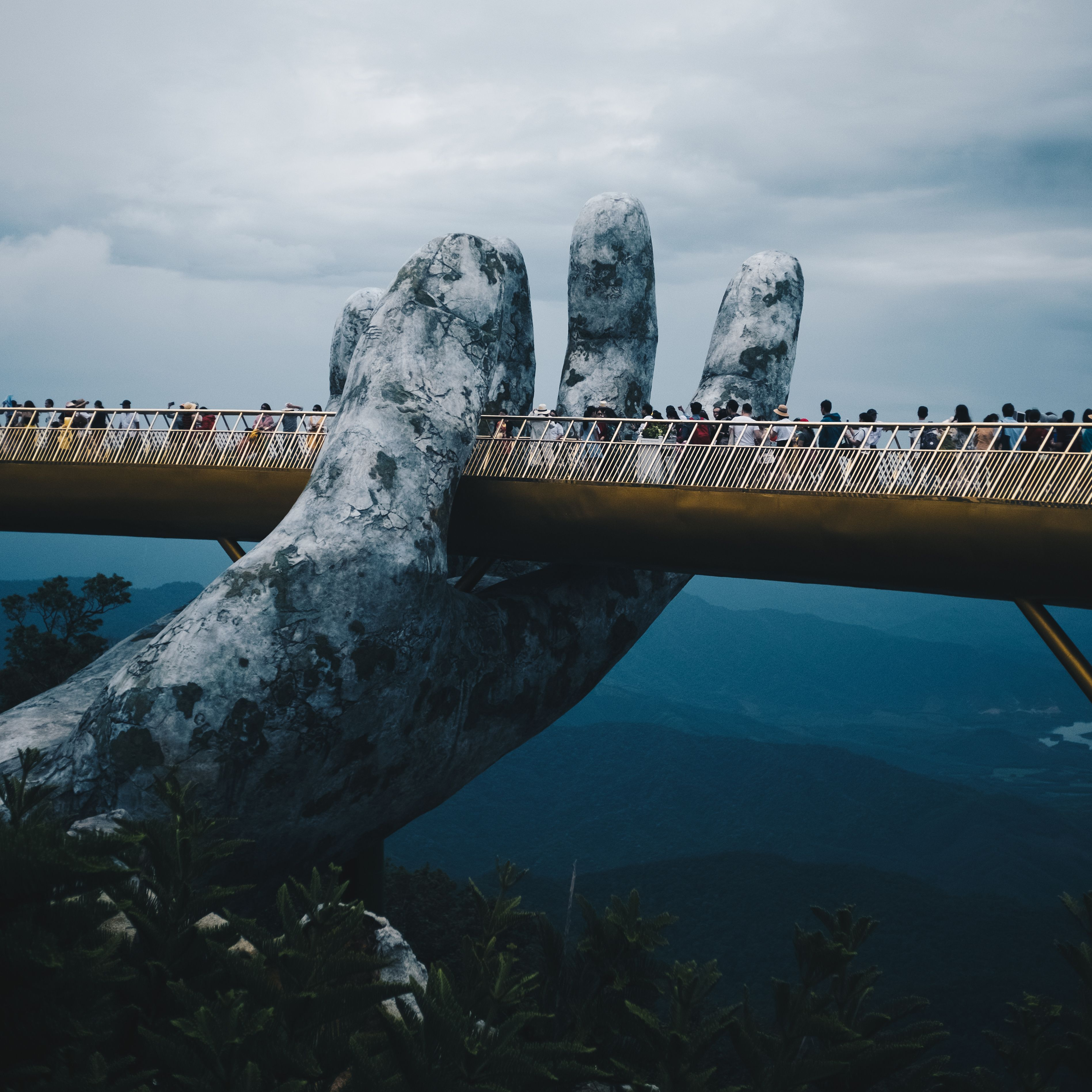
金橋

旅遊業在現代越南經濟是非常重要的一環。在2019年，越南一共接待了1.8千萬名海外遊客，較2000年的2.1百萬名上升了8.5倍。越南旅游业受到新冠疫情的严重影响，2020年游客数量降至384万，与2009年的水平相当。 随着疫情后的逐步恢复，游客人数稳步增长，2023年达到1260万。
根據聯合國旅遊組織於2019年所公佈的世界旅遊排名，越南是亞太地區第五最熱門的旅遊目的地。
越南旅游业正面临诸多问题，例如环境污染、遗产景点维护不善、游客被强行招揽、住宿价格随意上涨、基础设施和交通落后、服务质量低下以及管理不善。

## 外部連結
- 维基共享资源上的相關多媒體資源：越南旅遊業